# Variations pour clarinette (Rossini)
Pour les articles homonymes, voir Introduction, thème et variations.
Les Variations pour clarinette et orchestre de chambre (en italien : Variazione per clarinetto e piccolo orchestra) en ut majeur sont une œuvre de jeunesse de Gioachino Rossini composée en 1809 pendant ses études à Bologne. L'air du thème se retrouve dans l'opéra L'italiana in Algeri. 
La pièce préfigure la verve, l'enthousiasme et la virtuosité des œuvres de Rossini. En dépit de la jeunesse du compositeur, elle démontre déjà sa maîtrise dans la conduite d'un discours que l'on retrouvera dans ses opéras.
Cette œuvre a été publiée à Leipzig en 1824.
À l'origine, la pièce est écrite pour clarinette ancienne en do (disposant de 5 à 8 clefs). La tonalité de ce modèle n'est plus très usitée de nos jours, la pièce est donc régulièrement jouée en clarinette en si , soit en ré majeur pour le clarinettiste.

## Analyse
Les Variazione per clarinetto e piccolo orchestra sont en do majeur et comprennent une introduction, un thème et quatre variations. Elles commencent par une section tutti andante à quatre temps, basée sur un simple motif triadique ascendant dans une texture d'appel et de réponse. La clarinette solo entre ensuite dans l'introduction avec un thème lyrique et périodique rappelant fortement le classicisme viennois et basé sur le même motif. Le thème principal de l'œuvre est alors énoncé : il s'agit d'une valse en trois parties, combinant le motif d'ouverture avec une figure rythmique pointée et des passages scalaires au-dessus d'un accompagnement orchestral vif et rythmé. Selon un schéma qui se répète à chaque variation, les deux premières parties du thème sont interprétées par le soliste ; une ritournelle en tutti constitue la troisième partie. La première variation rend le thème en triolets staccato lumineux. La deuxième variation consiste en des passages staccato de doubles croches vifs et dynamiques, combinant arpèges et gammes. La troisième variation est écrite en do mineur en réponse au mode majeur du thème. La quatrième variation est également composée de doubles croches dynamiques et est centrée mélodiquement sur l'intervalle d'une seconde descendante, avec des gammes et des arpèges entrecoupés. La section tutti élargie de la quatrième variation fait office de coda, son intensité qui monte lentement et ses rythmes galopants laissant sûrement présager le fameux crescendo rossinien qui se développera dans les années suivantes.

## Enregistrements
Il existe de nombreux arrangements de ces variations :
- Eduard Brunner, Münchener Kammerorchester (Tudor 728, 1989)[2]

On trouve également des enregistrements d'arrangement pour hautbois.